# Moriah Peters
Moriah Castillo Peters (Pomona, California, 2 de octubre de 1992) es una cantante y compositora americana de música cristiana contemporánea que nació en Pomona, California y fue criada en Chino y Ontario de California. En 2012, Peters lanzó su álbum debut I Choose Jesus, su primer álbum de estudio de larga duración.

## Biografía
Moriah Castillo Peters nació el 2 de octubre de 1992 en Pomona, California. Su padre es el juez de la Corte Superior de Los Ángeles Anthony Moreno Peters y su madre es Patricia Castillo Peters; tiene una hermana mayor llamada Bianca y un hermano menor llamado Anthony Ezra. Peters creció en las ciudades del interior de California de Chino y Ontario.
Peters comenzó a escribir canciones a los 13 años y tocaba la guitarra desde que era joven.  Peters se había dedicado al liderazgo de Dios a la edad de 14 años y todavía puede recordar la genuina oración de su corazón: 'Dios, solo quiero que me utilices'.
Peters asistió a la preparatoria Don Antonio Lugo en Chino, California, donde logró un promedio de calificaciones de 4.1, lo que le valió una beca para Cal State-Fullerton.  Planeaba usar la beca para obtener un título en derecho con el objetivo final de convertirse en abogada del entretenimiento. Sin embargo, se sintió obligada por Dios a convertirse en cantante cristiana. Inicialmente se sintió incómoda con su voz de "rana", pero después de escuchar a Jaci Velásquez, nunca volvió a sentir lo mismo por su voz. McKay comparó su voz con la de Natalie Grant y Nicole Nordeman.  Debido a que su padre es bajista de jazz, sus influencias musicales son variadas e incluyen a Chaka Khan, Stevie Wonder y Steely Dan.
Peters hizo una audición para American Idol, pero los jueces Simon Cowell, Randy Jackson y Avril Lavigne, fueron duros con ella debido a su imagen saludable, diciéndole que experimentara la vida ("besa a un chico") antes de ingresar a la industria de la música.  Peters tenía una regla de "no besar" y creía en esperar al matrimonio para besar a alguien. Conmovida por los valores que retrató en la audición, un extraño le presentó a Peters a Wendi Foy, quien la ayudó a hacer una demostración de tres canciones para comercializarla en sellos discográficos en Nashville. Como resultado, Peters se unió a Reunion Records el 11 de agosto de 2011. El 17 de abril de 2012, Peters lanzó su álbum debut I Choose Jesus.
Peters fue la voz cantante de Vanna Banana en la película Princess and the Popstar de VeggieTales.
Durante la fase de escritura del proyecto del álbum I Choose Jesus, Peters escribió 50 canciones. Su inspiración para el álbum provino de una miríada de lugares "incluida su familia, su propia relación con Cristo y las experiencias que ha vivido con otras jóvenes mientras dirigía su estudio bíblico en la escuela secundaria".
Su segundo álbum, Brave, fue lanzado el 15 de julio de 2014. "You Carry Me" fue el sencillo principal del álbum.
Apareció en su primera película, Because of Gracia, que se estrenó en el 2017.

## Vida personal
Peters es de ascendencia mexicana-francesa. Peters se casó con Joel Smallbone, de la banda for King & Country, el 7 de julio de 2013. Ahora residen juntos en Nashville, Tennessee.

## Tours
Peters estaba en la gira The Hurt & The Healer con MercyMe y su compañero artista Chris August, donde ella fue el acto de apertura para los dos. Peters también realizó una gira con Tenth Avenue North, Audrey Assad y Rend Collective Experiment en 2012 y 2013, durante el "Struggle Tour". En agosto de 2014 estuvo en Air1 Positive Hits Tour.

## Discografía

### Álbumes
| Título                                                                                 | Detalles del álbum                                                                                         | Posiciones de gráfico de la cumbre | Posiciones de gráfico de la cumbre |
| Título                                                                                 | Detalles del álbum                                                                                         | US Christ                          | US Heat                            |
| -------------------------------------------------------------------------------------- | --- | ---------------------------------- | ---------------------------------- |
| I Choose Jesus                                                                         | - Lanzamiento: 17 de abril de 2012 - Sello discográfico: Reunion - Formato: CD, descarga digital           | 23                                 | 11                                 |
| Brave                                                                                  | - Lanzamiento: 15 de julio de 2014 - Sello discográfico: Reunion/Essencial - Formato: CD, descarga digital | 9                                  | –                                  |
| "—" Denota una grabación que no entró en las listas o no fue lanzado en ese territorio | |                                    |                                    |

### EPs
| Título               | Detalles de álbum                                                                                             |
| -------------------- | --- |
| Live from the Quarry | - Lanzamiento: 3 de diciembre de 2021 - Sello discográfico: Cathedral Company - Formato: CD, descarga digital |

### Sencillos
| Año                                                                                    | Título                         | Posiciones de gráfico | Posiciones de gráfico | Álbum                |
| Año                                                                                    | Título                         | US Christ             | US Christ Air         | Álbum                |
| -------------------------------------------------------------------------------------- | ------------------------------ | --------------------- | --------------------- | -------------------- |
| 2012                                                                                   | "I Choose Jesus"               | 23                    | 23                    | I Choose Jesus       |
| 2012                                                                                   | "Well Done"                    | 24                    | 24                    | I Choose Jesus       |
| 2014                                                                                   | "You Carry Me"                 | 20                    | 17                    | Brave                |
| 2015                                                                                   | "Brave"                        | 29                    | 24                    | Brave                |
| 2021                                                                                   | "Know, Seen, Loved"            | —                     | —                     | Live from the Quarry |
| 2021                                                                                   | "Trust"                        | —                     | —                     | Live from the Quarry |
| 2021                                                                                   | "Worth" (feat. Joel Smallbone) | —                     | —                     | Live from the Quarry |
| "—" Denota una grabación que no entró en las listas o no fue lanzado en ese territorio |                                |                       |                       |                      |

### Colaboraciones
| Año  | Título     | Artista            | Álbum          |
| ---- | ---------- | ------------------ | -------------- |
| 2018 | "Pioneers" | For King & Country | Burn The Ships |